# Aspidosperma quebracho-blanco
Aspidosperma quebracho-blanco é uma espécie de planta arbórea da família Apocynaceae e do gênero Aspidosperma. Conhecida popularmente como Quebracho branco.
Nativa da América do Sul onde é encontrado no Sul do Brasil,Norte da Argentina e também na Bolívia e Paraguai.